# خوان ألفيس
خوان ألفيس (بالإسبانية: Juan Alves)‏ هو دراج أرجنتيني، ولد في 25 مارس 1939 في مار دل بلاتا في الأرجنتين.

## وصلات خارجية
- خوان ألفيس على موقع أرشيف الدراجات (الإنجليزية)
- خوان ألفيس على موقع إحصائيات الدراجات الإحترافية (الإنجليزية)
- خوان ألفيس على موقع أوليمبيديا (الإنجليزية)